# Eckhard Jaschinski
Eckhard Jaschinski SVD (* 11. Mai 1952 in Leverkusen) ist ein deutscher Ordenspriester und Theologe.

## Leben
Von 1972 bis 1975 arbeitete er als Mathematisch-Technischer Assistent bei der Bayer AG. Ab 1975 absolvierte er das Noviziat und ein Theologiestudium an der PTH Sankt Augustin. Er legte 1977 die erste Profess ab und wurde 1983 zum Priester geweiht. An der Theologischen Fakultät Paderborn absolvierte er von 1983 bis 1990 ein Promotionsstudium. Ein pastorales Praktikum in den USA machte er von 1991 bis 1994. Seit 1994 lehrte er (seit 1996 Professor) Liturgiewissenschaft und Homiletik an der PTH St. Augustin. Nach der Habilitation 1999 an der PTH Vallendar hatte er Lehraufträge (2001–2003) an der Universität Siegen, seit 2002 am Studienhaus St. Lambert und 2007–2013 an der PTH Münster.
Seit 1983 ist er Mitglied von UNIVERSA LAUS. Internationaler Studienkreis für Gesang und Musik in der Liturgie.

## Publikationen (Auswahl)
- Musica sacra oder Musik im Gottesdienst? Die Entstehung der Aussagen über die Kirchenmusik in der Liturgiekonstitution „Sacrosanctum Concilium“ (1963) und bis zur Instruktion „Musicam sacram“ (1967) (= Studien zur Pastoralliturgie, Band 8). Pustet, Regensburg 1990, ISBN 3-7917-1221-7 (zugleich Dissertation, Paderborn 1989).
- als Herausgeber: Das Evangelium und die anderen Botschaften. Situation und Perspektiven des christlichen Glaubens in Deutschland (= Veröffentlichungen des Missionspriesterseminars St. Augustin bei Bonn, Band 47). Steyler Verlag, Nettetal 1997, ISBN 3-8050-0394-3.
- als Übersetzer: Don G. Campbell: Der Seele Klang. Die heilende Kraft von Atem, Ton und Musik. Kösel, München 1997, ISBN 3-466-34376-3.
- Kleine Geschichte der Kirchenmusik. Herder, Freiburg im Breisgau/Basel/Wien 2004, ISBN 3-451-28323-9.
  - Carlo Danna (Übersetzer): Breve storia della musica sacra. Ed. italiana a cura di Eugenio Costa. Queriniana, Brescia 2006, ISBN 88-399-2792-1.